# Aartsbisdom Nazareth
Niet te verwarren met het Maronitisch aartsbisdom Nazareth

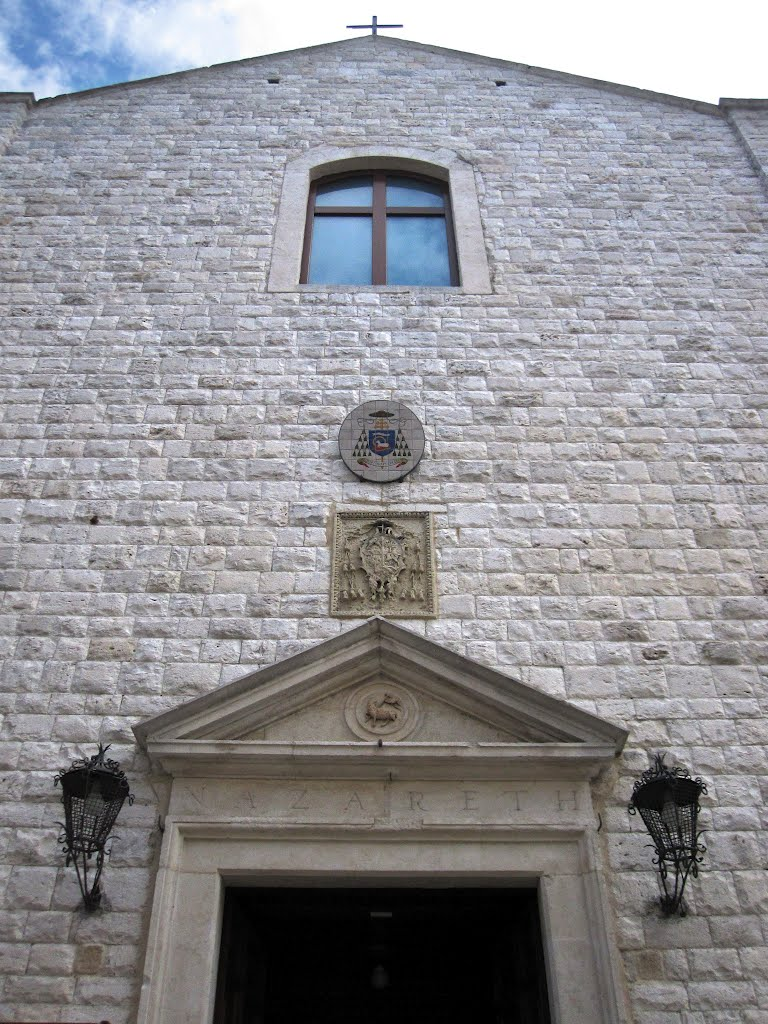
Co-kathedraal van Santa Maria di Nazareth in Barletta (Italië)

Het Aartsbisdom Nazareth (Latijn: Archidioecesis Nazarena) was een rooms-katholiek aartsbisdom voor kruisvaarders in Nazareth in het Heilig Land (1100-1263) en een aartsbisdom in ballingschap in Barletta (1263-1327). Het was verder een titulair aartsbisdom in Barletta (1327-1455), voor de bisschoppen van Canne (1455-1536) en voor de bisschoppen van Canne-Monteverde (1536-1801). De eretitel bleef in gebruik voor het aartsbisdom Trani-Barletta-Bisceglie.

## Historiek

### Nazareth (1100-1327)

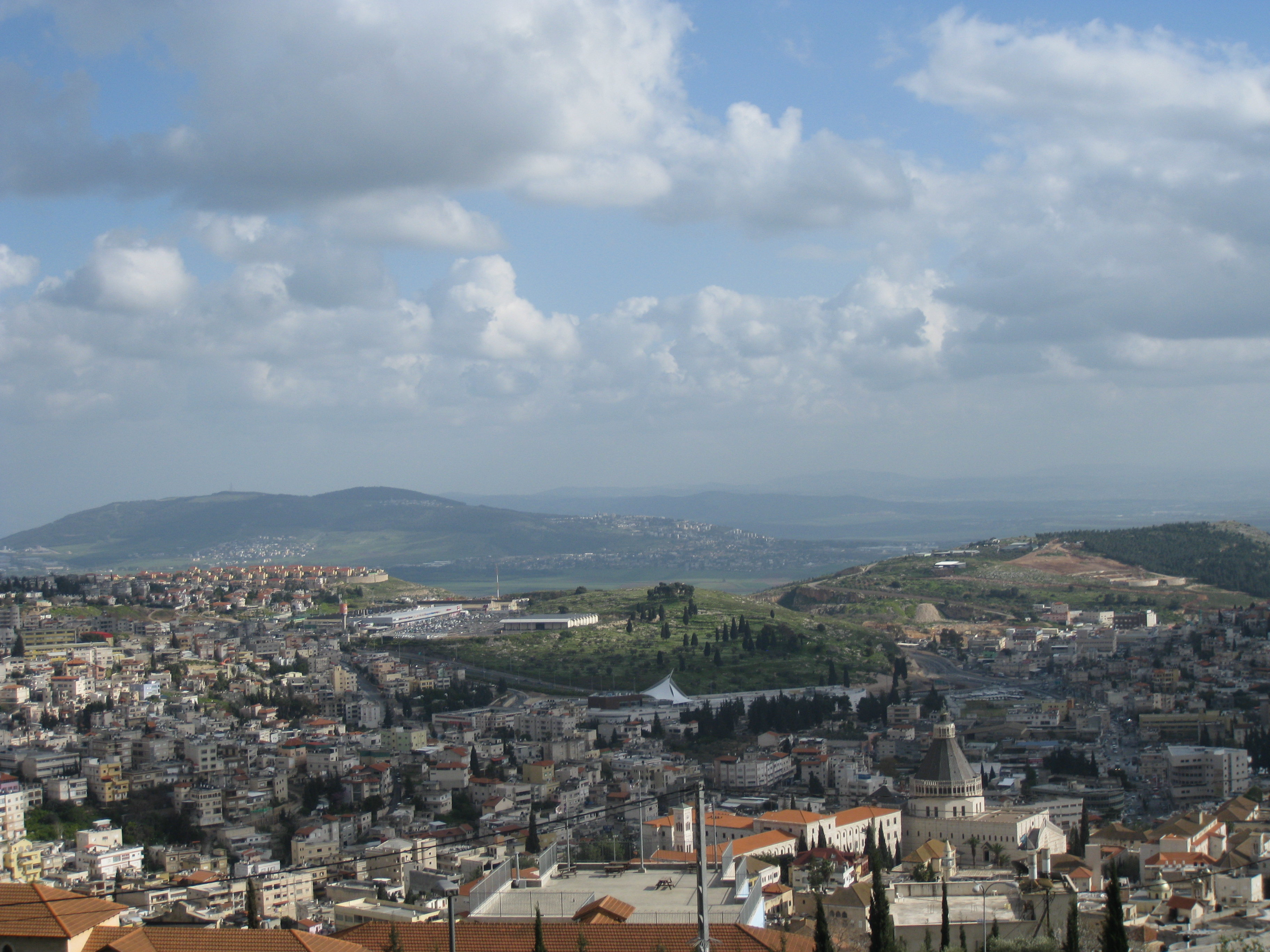
Nazareth, destijds een bisschopszetel voor de kruisvaarders

Reeds bij de Eerste Kruistocht hadden kruisvaarders interesse in een bisschopszetel in Nazareth. Ze richtten in 1100 het aartsbisdom Nazareth op. De aartsbisschop behoorde tot het Latijns patriarchaat van Jeruzalem. Dit liep parallel met de oprichting van het koninkrijk Jeruzalem. Dit Rooms bisdom Nazareth stond in tegenstelling tot het Grieks-orthodox bisdom van Skythopolis, dat zich ook bisdom van Nazareth noemt. De Roomse aartsbisschop had twee suffragaanbisschoppen in de kerkprovincie Nazareth: de bisschop van Tiberias en de abt van Berg Tabor.  
Van de volgende aartsbisschoppen van Nazareth zijn de namen bekend:
1. Bernardus (1120-1129). Hij onderhandelde met de Venetianen en de koning van Jeruzalem.
2. Willelhelmus (1129-1138)
3. Robertus (1138-1151). Hij was tevens abt van de abdij van de heilige Lazarus in Bethanië.
4. Robertus II (1151-1155). Zoals zijn voorganger was ook hij abt van Bethanië.
5. Aitardus (1155-1158). Hij stierf in Constantinopel, waar hij een opdracht uitvoerde voor Boudewijn III, koning van Jeruzalem. Hij moest een echtgenote zoeken bij keizer Manuel I voor Boudewijn III. Het stoffelijk overschot van Aitardus werd getransporteerd van Constantinopel naar Nazareth.
6. Lotardus of Leotardus (1158-1190 ), een premonstratenzer die zich bezig hield met de uitbouw van de kathedraal van Nazareth. Hij maakte de nederlaag van de kruisvaarders mee in de Slag bij Hattin (1187). Saladin had de kruisvaarders verpletterend verslagen doch liet een godsdienstpraktijk toe voor christenen.
7. Anonymus (circa 1198), aangesteld door paus Innocentius III om te onderhandelen met de Hospitaalridders.
8. Anonymus (circa 1213). Mogelijks gaat het om een zekere Bonifatius die naar de stad Barletta in Apulië vluchtte.
9. Anonymus (circa 1227)
10. Waarschijnlijk een zekere Henricus I (circa 1236) volgens een bron bij keizer Frederik II van het Heilige Roomse Rijk. Frederik II had met zijn Zesde Kruistocht tijdelijk de controle verworven over het koninkrijk Jeruzalem.
11. Henricus II (1265-1268). Hij bezat een relikwie van het Heilig Kruis.
12. Anonymus (circa 1272)
13. Guido ( -1298), een minderbroeder.
14. Guillelmus II (1298- ), een tempelier.
15. Petrus I (circa 1326). Zijn naam staat vermeld op een marmeren plaat in de kerk San Lorenzo in Padua.
16. Durandus de Sermino (1345-1348), een karmeliet.
17. Richardus (1348-1366), een minderbroeder die met korte periodes in Nazareth verbleef.
18. Guillelmus II Belvaysius (1366-1368), een minderbroeder die zelf weggetrokken zou zijn naar Sardinië.
19. Joannes I Salamonius (1368-1388), een dominicaan.
20. Joannes II de Urbe (1390-1400). Paus Bonifatius IX stelde hem als aartsbisschop van Nazareth in 1390. Hij was de laatste aartsbisschop die voet zette in Nazareth. Hij vluchtte circa 1400 naar Athene en nadien naar Egina.

Uit deze lijst volgt dat vele bisschoppen van Nazareth niet in Nazareth verbleven, voornamelijk vanaf het jaar 1263. Zij bevonden zich in ballingschap in Barletta, in het koninkrijk Napels. 

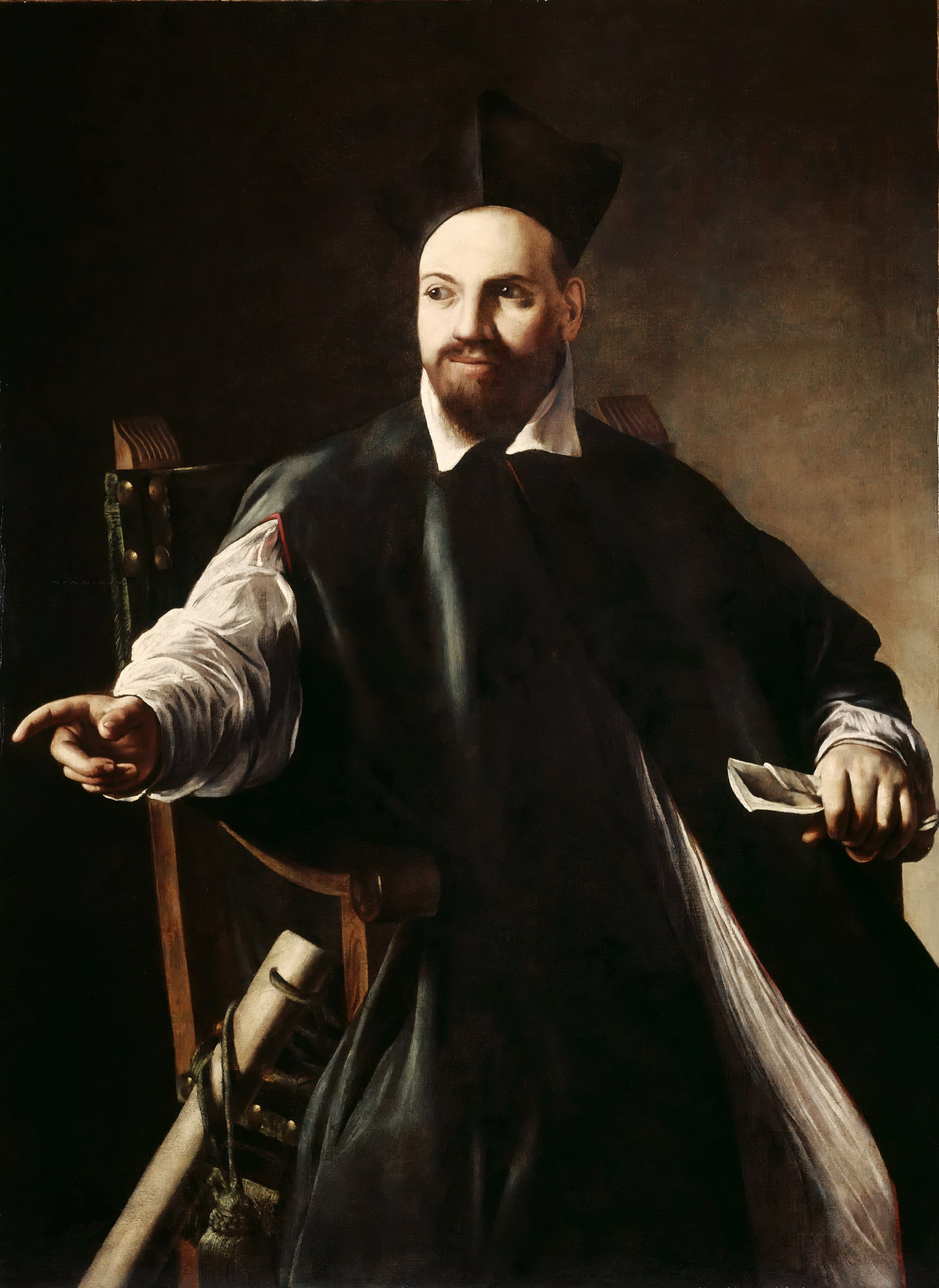
Kardinaal-aartsbisschop van Nazareth Barberini, de latere paus Urbanus VIII

### Titulair aartsbisdom Nazareth-in-Barletta (1327-1455)
Vanaf 1327 had de aartsbisschop van Nazareth zijn zetel in Barletta. De stad Barletta behoorde kerkelijk tot het aartsbisdom Trani. Formeel behoorde de aartsbisschop van Nazareth-in-Barletta dus tot Trani doch de spanningen liepen soms hoog op met de geestelijkheid van Trani. De aartsbisschop van Nazareth kreeg een kerk buiten de stadsmuren van Barletta, wat dus een moeilijk te verdedigen kerk of kathedraal was. Hij noemde deze kathedraal de Santa Maria di Nazareth. Daarnaast kreeg hij van de aartsbisschop van Trani enkele parochies rond Barletta. Zijn aartsbisdom was het best te omschrijven als een mini-aartsbisdom. In het stadscentrum van Barletta bleef de geestelijkheid van de hoofdkerk, de Santa Maria Maggiore, trouw aan de bevoegde aartsbisschop in Trani.

### Bisschoppen van Canne (1455-1536)
In een volgende periode droegen de bisschoppen van Canne de eretitel van aartsbisschop van Nazareth. In 1528 werd de co-kathedraal van Santa Maria di Nazareth moedwillig in brand gestoken. Hiervan zijn wel nog enkele basreliëfs bewaard.

### Bisschoppen van Canne-Monteverde (1536-1801)
Na de fusie van het bisdom Canne met het bisdom Monteverde bleven de bisschoppen zichzelf aartsbisschop van Nazareth noemen. Deze situatie duurde meer dan drie eeuwen. Eind 16e eeuw besliste de bisschop van Canne-Monteverde om de co-kathedraal Santa Maria di Nazareth te herbouwen. Hiervoor koos hij een plek uit binnen de stadsmuren van Barletta. Een klein kerkje moest wijken voor zijn kathedraal. Hiermee trad hij in competitie met de hoofdkerk van Barletta, een stad die nog steeds toebehoorde aan de aartsbisschop van Trani.
De bekendste aartsbisschop van Nazareth-bisschop van Canne en Monteverde was Maffeo Barberini, de latere paus Urbanus VIII. Barberini zetelde er als aartsbisschop en bisschop van 1604 tot 1608. 
Bij de hervorming van Zuid-Italiaanse bisdommen in 1801 werden Canne, Monteverde en Nazareth-in-Barletta opgedoekt.

### Aartsbisdom Trani-Barletta-Bisceglie
In 1818 werd het grondgebied van het bisdom Canne en het mini-aartsbisdom Nazareth-in-Barletta toegevoegd aan het aartsbisdom Trani. Hiermee verwierf Trani de co-kathedraal van Santa Maria di Nazareth, die eeuwen een concurrentie betekende in de stad Barletta. In wisselende periodes noemde de aartsbisschop van Trani zich aartsbisschop van Nazareth.